# اسکندر بزرگ جوان
اسکندر بزرگ جوان (انگلیسی: Young Alexander the Great) یک فیلم تاریخی است که در سال ۲۰۱۰ به نمایش درآمد. از بازیگران آن می‌توان به سم هیوین و لورن کوهن اشاره کرد.